# Maison Veličković à Maskar
La maison Veličković à Maskar (en serbe cyrillique : Кућа Величковића у Маскару ; en serbe latin : Kuća Veličkovića u Maskaru) se trouve à Maskar, dans la municipalité de Topola et dans le district de Šumadija, en Serbie. Elle est inscrite sur la liste des monuments culturels protégés de la république de Serbie (identifiant no SK 2106).